# Marcus Ellis
Pour les articles homonymes, voir Ellis.
Marcus Ellis, né le 14 septembre 1989 à Huddersfield en Angleterre, est un joueur britannique de badminton. 

## Biographie

### Études
Marcus Ellis a fait ses études à la Colne Valley High School (en).

### Carrière
Associé à Chris Langridge, il remporte la médaille de bronze en double hommes aux Jeux olympiques d'été de 2016 à Rio de Janeiro.
Aux Jeux européens de 2023 à Tarnów, il remporte la médaille de bronze en double mixte avec Lauren Smith.